# Powassan
Powassan to miejscowość (ang. town) w Kanadzie, w prowincji Ontario, w dystrykcie Parry Sound.
Powierzchnia Powassan to 222,75 km².
Według danych spisu powszechnego z roku 2001 Powassan liczy 3252 mieszkańców (14,60 os./km²).